# Penza Cup
Il Penza Cup è stato un torneo professionistico di tennis giocato sul cemento, che faceva parte dell'ATP Challenger Tour. Si giocava annualmente a Penza in Russia dal 2006 al 2012.

## Albo d'oro

### Singolare
| Anno | Campione             | Finalista           | Punteggio        |
| ---- | -------------------- | ------------------- | ---------------- |
| 2012 | Illja Marčenko       | Evgenij Donskoj     | 7–5, 6–3         |
| 2011 | Arnau Brugués-Davi   | Michail Kukuškin    | 4–6, 6–3, 6–2    |
| 2010 | Michail Kukuškin (2) | Konstantin Kravčuk  | 6–3, 6(3)–7, 6–3 |
| 2009 | Michail Kukuškin (1) | Illja Marčenko      | 6–4, 6–2         |
| 2008 | Benedikt Dorsch (2)  | Serhij Stachovs'kyj | 1–6, 6–4, 7–6(6) |
| 2007 | Benedikt Dorsch (1)  | Mikhail Ledovskikh  | 7–5, 5–7, 6–1    |
| 2006 | Farruch Dustov       | Ti Chen             | 5–7, 6–2, 6–4    |

### Doppio
| Anno | Campioni                                         | Finalisti                             | Punteggio           |
| ---- | ------------------------------------------------ | ------------------------------------- | ------------------- |
| 2012 | Konstantin Kravčuk Nikolaus Moser                | Yuki Bhambri Divij Sharan             | 6(5)–7, 6–3, [10–7] |
| 2011 | Arnau Brugués-Davi Malek Jaziri                  | Sergei Bubka Adrián Menéndez Maceiras | 6(8)–7, 6–2, [10–8] |
| 2010 | Michail Elgin (2) Nikolaus Moser                 | Aljaksandr Bury Kiryl Harbatsiuk      | 6–4, 6–4            |
| 2009 | Michail Elgin (1) Aleksandr Kudrjavcev (2)       | Aleksej Kedrjuk Denis Matsukevich     | 4–6, 6–3, [10–6]    |
| 2008 | Denis Istomin (2) Evgeniy Kirillov               | André Ghem Boy Westerhof              | 6–2, 3–6, [10–6]    |
| 2007 | Alexandre Krasnoroutsky Aleksandr Kudrjavcev (1) | Murad Inoyatov Denis Istomin          | 6–1, 4–6, [10–4]    |
| 2006 | Murad Inoyatov Denis Istomin (1)                 | Denis Macukevič Artem Sitak           | 6–1, 6–3            |